# Pamvótida
El lago Pamvótida o lago de Ioánina (en griego Λίμνη Παμβότιδα, Límni Pamvótida o Λίμνη των Ιωαννίνων, Límni ton Ioannínon; en griego antiguo Παμβώτις, Pambōtis) es un lago de Grecia, en cuya costa occidental se levanta la ciudad de Ioánina, en la periferia de Epiro. Su longitud máxima es de 7 km y su anchura de 2,2 km. Los vientos suelen levantar fuertes tormentas en este lago.

## La isla
Aproximadamente en el centro del lago se sitúa una isla, en la que existe un pequeño poblado. Es la única isla lacustre habitada de Grecia, y el único pueblo de la isla se llama Nisaki, habitado por unas 100 familias en la actualidad. En sus cercanías se edificaron cinco monasterios ortodoxos de gran interés histórico-artístico:
- Monasterio de Pandeléimon: de comienzos del siglo XVI, cuenta con un museo histórico instalado en los anexos del monasterio, lugar en que fue asesinado Alí Pashá de Yánina el 22 de febrero de 1822.[1]
- Monasterio de Pródromos: su iglesia se construyó en 1567. Conserva frescos de los siglos XVIII y XIX.
- Monasterio de Nikoláos Spanóso de los Filántropos: construido entre los siglos XIII y XVI, la iglesia está decorada con frescos de 1560 que representan la vida de Cristo y martirios de los santos. Según la tradición, este monasterio fue sede de una escuela de griego y de religión ortodoxa desde la revolución griega hasta la anexión a Grecia.[1]
- Monasterio de Nikoláos Dílios o de Stratigópulos: construido en el siglo XI, conserva una iglesia decorada con interesantes frescos del siglo XVI, que representan escenas de la vida de Cristo y la Virgen.[1]
- Monasterio de Agía Eleúsi: edificado en el siglo XV, se encuentra decorado con frescos del siglo XVI en buen estado de conservación.[1]